# Tarafa ibn al-Abd
Tarafa ibn al-Abd var en arabisk diktare verksam på 500-talet. Han är känd som författare av en av de sju stora dikterna (qasida) i antologin Mu'allaqat från tiden före Muhammed. Dikten innehåller en skildring av kamelens väsen, och är fylld med ironi och spefullhet. Tarafa verkade hos fursten av Hira, men föll i onåd på grund av sin skarpa tunga och sitt extravaganta leverne.